# Cúp bóng đá U-23 châu Á 2024
Cúp bóng đá U-23 châu Á 2024 (tiếng Anh: 2024 AFC U-23 Asian Cup) là lần tổ chức thứ sáu của Cúp bóng đá U-23 châu Á, giải bóng đá trẻ do Liên đoàn bóng đá châu Á (AFC) tổ chức dành cho các đội tuyển nam dưới 23 tuổi của châu Á. Tổng cộng có 16 đội tuyển tranh tài tại giải đấu.
Giải đấu đóng vai trò là vòng loại châu Á cho giải bóng đá nam của Thế vận hội Mùa hè 2024. Ba đội xuất sắc nhất giải đấu sẽ giành quyền tham dự Thế vận hội Mùa hè 2024 tại Pháp với tư cách là đại diện của AFC. Đội đứng thứ tư sẽ thi đấu trận play-off với đội xếp thứ tư giải U-23 châu Phi (Guinée) để tranh suất cuối cùng tham dự Thế vận hội.
Ban đầu, giải đấu dự kiến diễn ra từ ngày 10 đến ngày 28 tháng 1 năm 2024. Tuy nhiên, sau khi Cúp bóng đá châu Á 2023 được chuyển sang tháng 1 năm 2024, giải được dời lại sang các ngày từ ngày 15 tháng 4 đến ngày 3 tháng 5 năm 2024.
Ả Rập Xê Út là đương kim vô địch, nhưng không thể bảo vệ thành công danh hiệu khi nhận thất bại 0–2 trước Uzbekistan tại tứ kết.

## Lựa chọn chủ nhà
Qatar được Ủy ban thi đấu AFC lựa chọn làm chủ nhà của giải đấu vào ngày 30 tháng 9 năm 2022.

## Vòng loại
Các trận đấu vòng loại được tổ chức từ ngày 6 đến ngày 12 tháng 9 năm 2023.

### Các đội tuyển vượt qua vòng loại
| Đội tuyển   | Tư cách vượt qua vòng loại      | Tham dự | Thành tích tốt nhất trước đây      |
| ----------- | ------------------------------- | ------- | ---------------------------------- |
| Qatar       | Chủ nhà                         | 5 lần   | Hạng ba (2018)                     |
| Jordan      | Nhất bảng A                     | 6 lần   | Hạng ba (2013)                     |
| Hàn Quốc    | Nhất bảng B                     | 6 lần   | Vô địch (2020)                     |
| Việt Nam    | Nhất bảng C                     | 5 lần   | Á quân (2018)                      |
| Nhật Bản    | Nhất bảng D                     | 6 lần   | Vô địch (2016)                     |
| Uzbekistan  | Nhất bảng E                     | 6 lần   | Vô địch (2018)                     |
| Iraq        | Nhất bảng F                     | 6 lần   | Vô địch (2013)                     |
| UAE         | Nhất bảng G                     | 5 lần   | Tứ kết (2013, 2016, 2020)          |
| Thái Lan    | Nhất bảng H                     | 5 lần   | Tứ kết (2020)                      |
| Úc          | Nhất bảng I                     | 6 lần   | Hạng ba (2020)                     |
| Ả Rập Xê Út | Nhất bảng J                     | 6 lần   | Vô địch (2022)                     |
| Indonesia   | Nhất bảng K                     | 1 lần   | Lần đầu                            |
| Kuwait      | Nhì bảng tốt nhất/Nhì bảng F    | 3 lần   | Vòng bảng (2013, 2022)             |
| Tajikistan  | Nhì bảng tốt thứ hai/Nhì bảng I | 2 lần   | Vòng bảng (2022)                   |
| Trung Quốc  | Nhì bảng tốt thứ ba/Nhì bảng G  | 5 lần   | Vòng bảng (2013, 2016, 2018, 2020) |
| Malaysia    | Nhì bảng tốt thứ tư/Nhì bảng H  | 3 lần   | Tứ kết (2018)                      |

## Địa điểm
Bốn sân vận động được sử dụng cho giải đấu lần này cũng là những địa điểm đã tổ chức Cúp bóng đá châu Á 2023 trước đó vào đầu năm 2024.
| Al Rayyan                         | Al Rayyan                    | Cúp bóng đá U-23 châu Á 2024 (Thế giới) |
| --------------------------------- | ---------------------------- | --------------------------------------- |
| Sân vận động Jassim bin Hamad     | Sân vận động Quốc tế Khalifa | Cúp bóng đá U-23 châu Á 2024 (Thế giới) |
| Sức chứa: 15,000                  | Sức chứa: 45,857             | Cúp bóng đá U-23 châu Á 2024 (Thế giới) |
|                                   |                              | Cúp bóng đá U-23 châu Á 2024 (Thế giới) |
| Doha                              | Al Wakrah                    | Cúp bóng đá U-23 châu Á 2024 (Thế giới) |
| Sân vận động Abdullah bin Khalifa | Sân vận động Al Janoub       | Cúp bóng đá U-23 châu Á 2024 (Thế giới) |
| Sức chứa: 12,000                  | Sức chứa: 44,325             | Cúp bóng đá U-23 châu Á 2024 (Thế giới) |
|                                   |                              | Cúp bóng đá U-23 châu Á 2024 (Thế giới) |

## Bốc thăm
16 đội được bốc thăm vào bốn bảng gồm bốn đội, việc xếp hạt giống dựa trên thành tích của các đội ở Cúp bóng đá U-23 châu Á 2022. Lễ bốc thăm diễn ra tại Wyndham Doha West Bay ở Doha vào lúc 12:00 AST (UTC+3) ngày 23 tháng 11 năm 2023.
| Nhóm 1                                                      | Nhóm 2                                | Nhóm 3                                 | Nhóm 4                                               |
| ----------------------------------------------------------- | ------------------------------------- | -------------------------------------- | ---------------------------------------------------- |
| 1. Qatar (chủ nhà) 2. Ả Rập Xê Út 3. Uzbekistan 4. Nhật Bản | 1. Úc 2. Hàn Quốc 3. Iraq 4. Việt Nam | 1. Thái Lan 2. Jordan 3. UAE 4. Kuwait | 1. Malaysia 2. Tajikistan 3. Indonesia 4. Trung Quốc |

## Trọng tài
Các trọng tài và trợ lý trọng tài sau đây đã được chỉ định cho giải đấu, bao gồm cả trợ lý trọng tài VAR.
Trọng tài chính
- Shaun Evans
- Kate Jacewicz
- Alex King
- Casey Reibelt
- Shen Yinhao
- Mooud Bonyadifard
- Hiroyuki Kimura
- Ahmed Faisal Al-Ali
- Kim Woo-sung
- Ko Hyung-jin
- Abdullah Al-Kandari
- Ammar Ashkanani
- Hussein Abo Yehia
- Abdulla Al-Marri
- Meshari Al-Shamari
- Mohammed Al-Shammari
- Majed Al-Shamrani
- Abdullah Al-Shehri
- Hanna Hattab
- Sadullo Gulmurodi
- Nasrullo Kabirov
- Sivakorn Pu-Udom
- Torphong Somsing
- Yahya Al-Mulla
- Ahmed Eisa Darwish
- Mohammed Obaid Mohammed
- Rustam Lutfullin
- Firdavs Norsafarov

Trợ lý trọng tài
- Joanna Charaktis
- George Lakrindis
- Guo Jingtao
- Luo Zheng
- Saeid Ghasemi
- Alireza Ildorom
- Takeshi Asada
- Kota Watanabe
- Ahmad Muhsen
- Ayman Obeidat
- Bang Gi-yeol
- Ali Jraq
- Ramina Tsoi
- Ali Fakih
- Faisal Al-Shammari
- Zahy Al-Shammari
- Omar Al-Jamal
- Hesham Al-Refaei
- Abdul Hannan Bin Abdul Hasim
- Mohamad Kazzaz
- Vafo Karaev
- Hasan Karimov
- Rawut Nakarit
- Yaser Al-Murshidi
- Sanjar Shayusupov
- Alisher Usmanov

## Đội hình
Cầu thủ sinh vào hoặc sau ngày 1 tháng 1 năm 2001 đủ điều kiện để tham dự giải đấu. Mỗi đội tuyển phải đăng ký một đội hình tối thiểu 18 cầu thủ và tối đa 23 cầu thủ, tối thiểu 3 cầu thủ trong số đó phải là thủ môn (Quy định mục 26.3).

## Vòng bảng
Hai đội tuyển đứng đầu mỗi bảng giành quyền vào tứ kết.

Các tiêu chí
Các đội tuyển được xếp hạng theo điểm (3 điểm cho 1 trận thắng, 1 điểm cho 1 trận hòa, 0 điểm cho 1 trận thua), và nếu bằng điểm, các tiêu chí sau đây được áp dụng theo thứ tự, để xác định thứ hạng (Quy định mục 9.3):
1. Điểm trong các trận đấu đối đầu giữa các đội bằng điểm;
2. Hiệu số bàn thắng thua trong các trận đấu đối đầu giữa các đội bằng điểm;
3. Số bàn thắng trong các trận đấu đối đầu giữa các đội bằng điểm;
4. Nếu có nhiều hơn hai đội bằng điểm và sau khi áp dụng các tiêu chí trên, một nhóm nhỏ các đội tuyển vẫn còn ngang nhau, tất cả các tiêu chí đối đầu ở trên đều được áp dụng lại cho nhóm nhỏ này. Nếu vẫn bằng nhau, áp dụng các tiêu chí từ 5 đến 9.
5. Hiệu số bàn thắng thua trong tất cả các trận đấu bảng;
6. Số bàn thắng trong tất cả các trận đấu bảng;
7. Loạt sút luân lưu nếu hai đội bằng nhau tất cả các chỉ số trên và họ gặp nhau trong trận cuối của bảng;
8. Điểm kỷ luật (thẻ vàng = -1 điểm, thẻ đỏ gián tiếp (do 2 thẻ vàng) = -3 điểm, thẻ đỏ trực tiếp = -3 điểm, thẻ vàng và thẻ đỏ trực tiếp = -4 điểm);
9. Bốc thăm.

Tất cả thời gian là giờ địa phương, UTC+3.
| Lượt đấu   | Các ngày               | Các trận đấu |
| ---------- | ---------------------- | ------------ |
| Lượt đấu 1 | 15–17 tháng 4 năm 2024 | 1 v 4, 2 v 3 |
| Lượt đấu 2 | 18–20 tháng 4 năm 2024 | 3 v 1, 4 v 2 |
| Lượt đấu 3 | 21–23 tháng 4 năm 2024 | 1 v 2, 3 v 4 |

### Bảng A
| VT | Đội       | ST | T | H | B | BT | BB | HS | Đ | Giành quyền tham dự     |
| -- | --------- | -- | - | - | - | -- | -- | -- | - | ----------------------- |
| 1  | Qatar (H) | 3  | 2 | 1 | 0 | 4  | 1  | +3 | 7 | Vòng đấu loại trực tiếp |
| 2  | Indonesia | 3  | 2 | 0 | 1 | 5  | 3  | +2 | 6 | Vòng đấu loại trực tiếp |
| 3  | Úc        | 3  | 0 | 2 | 1 | 0  | 1  | −1 | 2 |                         |
| 4  | Jordan    | 3  | 0 | 1 | 2 | 2  | 6  | −4 | 1 |                         |

| Úc | 0–0      | Jordan |
| -- | -------- | ------ |
|    | Chi tiết |        |

| Qatar                                   | 2–0      | Indonesia |
| --------------------------------------- | -------- | --------- |
| - Ali Sabah 45+1' (ph.đ.) - Al-Rawi 54' | Chi tiết |           |

| Indonesia    | 1–0      | Úc |
| ------------ | -------- | -- |
| - Komang 45' | Chi tiết |    |

| Jordan               | 1–2      | Qatar                              |
| -------------------- | -------- | ---------------------------------- |
| - Al-Haj 52' (ph.đ.) | Chi tiết | - Al-Yazidi 40' - Al-Mannai 90+13' |

| Qatar | 0–0      | Úc |
| ----- | -------- | -- |
|       | Chi tiết |    |

| Jordan              | 1–4      | Indonesia                                             |
| ------------------- | -------- | ----------------------------------------------------- |
| - Hubner 79' (l.n.) | Chi tiết | - Marselino 23' (ph.đ.), 70' - Witan 40' - Komang 86' |

### Bảng B
| VT | Đội        | ST | T | H | B | BT | BB | HS | Đ | Giành quyền tham dự     |
| -- | ---------- | -- | - | - | - | -- | -- | -- | - | ----------------------- |
| 1  | Hàn Quốc   | 3  | 3 | 0 | 0 | 4  | 0  | +4 | 9 | Vòng đấu loại trực tiếp |
| 2  | Nhật Bản   | 3  | 2 | 0 | 1 | 3  | 1  | +2 | 6 | Vòng đấu loại trực tiếp |
| 3  | Trung Quốc | 3  | 1 | 0 | 2 | 2  | 4  | −2 | 3 |                         |
| 4  | UAE        | 3  | 0 | 0 | 3 | 1  | 5  | −4 | 0 |                         |

| Nhật Bản     | 1–0      | Trung Quốc |
| ------------ | -------- | ---------- |
| - Matsuki 8' | Chi tiết |            |

| Hàn Quốc              | 1–0      | UAE |
| --------------------- | -------- | --- |
| - Lee Young-jun 90+4' | Chi tiết |     |

| Trung Quốc | 0–2      | Hàn Quốc                 |
| ---------- | -------- | ------------------------ |
|            | Chi tiết | - Lee Young-jun 34', 69' |

| UAE | 0–2      | Nhật Bản                    |
| --- | -------- | --------------------------- |
|     | Chi tiết | - Kimura 27' - Kawasaki 66' |

| UAE         | 1–2      | Trung Quốc                           |
| ----------- | -------- | ------------------------------------ |
| - Fawzi 48' | Chi tiết | - Xie Wenneng 24' - Liu Zhurun 45+5' |

| Nhật Bản | 0–1      | Hàn Quốc          |
| -------- | -------- | ----------------- |
|          | Chi tiết | - Kim Min-woo 75' |

### Bảng C
| VT | Đội         | ST | T | H | B | BT | BB | HS | Đ | Giành quyền tham dự     |
| -- | ----------- | -- | - | - | - | -- | -- | -- | - | ----------------------- |
| 1  | Iraq        | 3  | 2 | 0 | 1 | 6  | 5  | +1 | 6 | Vòng đấu loại trực tiếp |
| 2  | Ả Rập Xê Út | 3  | 2 | 0 | 1 | 10 | 4  | +6 | 6 | Vòng đấu loại trực tiếp |
| 3  | Tajikistan  | 3  | 1 | 0 | 2 | 5  | 8  | −3 | 3 |                         |
| 4  | Thái Lan    | 3  | 1 | 0 | 2 | 2  | 6  | −4 | 3 |                         |

1. 1 2  Điểm đối đầu: Iraq 3, Ả Rập Xê Út 0.
2. 1 2  Điểm đối đầu: Tajikistan 3, Thái Lan 0.

| Iraq | 0–2      | Thái Lan                   |
| ---- | -------- | -------------------------- |
|      | Chi tiết | - Waris 26' - Teerasak 65' |

| Ả Rập Xê Út                                  | 4–2      | Tajikistan                  |
| -------------------------------------------- | -------- | --------------------------- |
| - Hamidou 17' - Asiri 45+8' - Yahya 55', 61' | Chi tiết | - Khailoev 23' - Soirov 64' |

| Thái Lan | 0–5      | Ả Rập Xê Út                                             |
| -------- | -------- | ------------------------------------------------------- |
|          | Chi tiết | - Yahya 4' - A. Al-Ghamdi 45+1' - Radif 45+7', 52', 73' |

| Tajikistan                               | 2–4      | Iraq                                                       |
| ---------------------------------------- | -------- | ---------------------------------------------------------- |
| - Soirov 45+9' (ph.đ.) - Madaminov 90+5' | Chi tiết | - Mohammed 14' - Jasim 22' (ph.đ.) - Khaled 56' - Saad 87' |

| Thái Lan | 0–1      | Tajikistan      |
| -------- | -------- | --------------- |
|          | Chi tiết | - Safarov 90+1' |

| Ả Rập Xê Út                   | 1–2      | Iraq                                |
| ----------------------------- | -------- | ----------------------------------- |
| - A. Al-Ghamdi 45+10' (ph.đ.) | Chi tiết | - Jasim 45+1' (ph.đ.) - Saadoun 63' |

### Bảng D
| VT | Đội        | ST | T | H | B | BT | BB | HS  | Đ | Giành quyền tham dự     |
| -- | ---------- | -- | - | - | - | -- | -- | --- | - | ----------------------- |
| 1  | Uzbekistan | 3  | 3 | 0 | 0 | 10 | 0  | +10 | 9 | Vòng đấu loại trực tiếp |
| 2  | Việt Nam   | 3  | 2 | 0 | 1 | 5  | 4  | +1  | 6 | Vòng đấu loại trực tiếp |
| 3  | Kuwait     | 3  | 1 | 0 | 2 | 3  | 9  | −6  | 3 |                         |
| 4  | Malaysia   | 3  | 0 | 0 | 3 | 1  | 6  | −5  | 0 |                         |

| Uzbekistan                                 | 2–0      | Malaysia |
| ------------------------------------------ | -------- | -------- |
| - Jaloliddinov 11' (ph.đ.) - Khoshimov 83' | Chi tiết |          |

| Việt Nam                                      | 3–1      | Kuwait                    |
| --------------------------------------------- | -------- | ------------------------- |
| - Nguyễn Văn Tùng 45+1' - Bùi Vĩ Hào 47', 76' | Chi tiết | - Al-Awadhi 45+9' (ph.đ.) |

| Malaysia | 0–2      | Việt Nam                                               |
| -------- | -------- | ------------------------------------------------------ |
|          | Chi tiết | - Khuất Văn Khang 39' - Võ Hoàng Minh Khoa 60' (ph.đ.) |

| Kuwait | 0–5      | Uzbekistan                                                                             |
| ------ | -------- | -------------------------------------------------------------------------------------- |
|        | Chi tiết | - Davronov 32' - Khamraliev 49' - Erkinov 55' - Kholmatov 86' (ph.đ.) - Norchaev 90+6' |

| Kuwait                                    | 2–1      | Malaysia     |
| ----------------------------------------- | -------- | ------------ |
| - Al-Awadhi 45+14' (ph.đ.) - Al-Qaisi 60' | Chi tiết | - Haqimi 63' |

| Uzbekistan                     | 3–0      | Việt Nam |
| ------------------------------ | -------- | -------- |
| - Odilov 4', 40' - Jiyanov 36' | Chi tiết |          |

## Vòng đấu loại trực tiếp
Ở vòng đấu loại trực tiếp, hiệp phụ và loạt sút luân lưu được sử dụng để phân định thắng thua nếu cần thiết.

### Sơ đồ
|  | Tứ kết                           | Tứ kết            |                                 |        | Bán kết       | Bán kết       |  |  | Chung kết | Chung kết |
|  |                                  |                   |                                 |        |               |               |  |  |           |           |
|  | 25 tháng 4 – Al Rayyan (Jassim)  |                   |                                 |        |               |               |  |  |           |           |
|  |                                  |                   |                                 |        |               |               |  |  |           |           |
|  | Qatar                            | 2                 |                                 |        |               |               |  |  |           |           |
|  | Qatar                            | 2                 | 29 tháng 4 – Al Rayyan (Jassim) |        |               |               |  |  |           |           |
|  | Nhật Bản (s.h.p.)                | 4                 |                                 |        |               |               |  |  |           |           |
|  | Nhật Bản (s.h.p.)                | 4                 | Nhật Bản                        | 2      |               |               |  |  |           |           |
|  | 26 tháng 4 – Doha                |                   | Nhật Bản                        | 2      |               |               |  |  |           |           |
|  |                                  | Iraq              | 0                               |        |               |               |  |  |           |           |
|  | Iraq                             | Iraq              | 0                               | 1      |               |               |  |  |           |           |
|  | Iraq                             |                   | 3 tháng 5 – Al Rayyan (Jassim)  | 1      |               |               |  |  |           |           |
|  | Việt Nam                         | 0                 |                                 |        |               |               |  |  |           |           |
|  | Việt Nam                         | 0                 | Nhật Bản                        | 1      |               |               |  |  |           |           |
|  | 25 tháng 4 – Al Wakrah           |                   | Nhật Bản                        | 1      |               |               |  |  |           |           |
|  |                                  | Uzbekistan        | 0                               |        |               |               |  |  |           |           |
|  | Hàn Quốc                         | Uzbekistan        | 0                               | 2 (10) |               |               |  |  |           |           |
|  | Hàn Quốc                         | 29 tháng 4 – Doha |                                 | 2 (10) |               |               |  |  |           |           |
|  | Indonesia (p)                    | 2 (11)            |                                 |        |               |               |  |  |           |           |
|  | Indonesia (p)                    | 2 (11)            | Indonesia                       | 0      |               |               |  |  |           |           |
|  | 26 tháng 4 – Al Rayyan (Khalifa) |                   | Indonesia                       | 0      |               |               |  |  |           |           |
|  |                                  | Uzbekistan        | 2                               |        | Tranh hạng ba | Tranh hạng ba |  |  |           |           |
|  | Uzbekistan                       | Uzbekistan        | 2                               | 2      | Tranh hạng ba | Tranh hạng ba |  |  |           |           |
|  | Uzbekistan                       |                   | 2 tháng 5 – Doha                | 2      |               |               |  |  |           |           |
|  | Ả Rập Xê Út                      | 0                 |                                 |        |               |               |  |  |           |           |
|  | Ả Rập Xê Út                      | 0                 | Iraq (s.h.p.)                   | 2      |               |               |  |  |           |           |
|  |                                  |                   |                                 |        |               |               |  |  |           |           |
|  | Indonesia                        | 1                 |                                 |        |               |               |  |  |           |           |
|  | Indonesia                        | 1                 |                                 |        |               |               |  |  |           |           |

### Các trận đấu

#### Tứ kết
| Qatar                     | 2–4 (s.h.p.) | Nhật Bản                                                |
| ------------------------- | ------------ | ------------------------------------------------------- |
| - Al-Rawi 24' - Gaber 49' | Chi tiết     | - Yamada 2' - Kimura 67' - Hosoya 101' - K. Uchino 112' |

| Hàn Quốc | 2–2 (s.h.p.) | Indonesia |
| --- | ------------ | --- |
| - Komang 45' (l.n.) - Jeong Sang-bin 84' | Chi tiết     | - Struick 15', 45+3'                                                                                             |
| Loạt sút luân lưu |              | |
| - Kim Min-woo - Lee Kang-hee - Hwang Jae-won - Paik Sang-hoon - Byun Joon-soo - Kang Sang-yoon - Jeong Sang-bin - Hong Yun-sang - Cho Hyun-taek - Baek Jong-bum - Kim Min-woo - Lee Kang-hee | 10–11        | - Sananta - Arhan - Struick - Marselino - Hubner - Arkhan - Sroyer - Ridho - Ferarri - Ernando - Sananta - Arhan |

| Uzbekistan                          | 2–0      | Ả Rập Xê Út |
| ----------------------------------- | -------- | ----------- |
| - Norchaev 45+2' - Rakhmonaliev 84' | Chi tiết |             |

| Iraq                | 1–0      | Việt Nam |
| ------------------- | -------- | -------- |
| - Jasim 64' (ph.đ.) | Chi tiết |          |

#### Bán kết
Các đội thắng sẽ giành quyền tham dự Thế vận hội Mùa hè 2024.
| Indonesia | 0–2      | Uzbekistan                        |
| --------- | -------- | --------------------------------- |
|           | Chi tiết | - Norchaev 68' - Arhan 86' (l.n.) |

| Nhật Bản                 | 2–0      | Iraq |
| ------------------------ | -------- | ---- |
| - Hosoya 28' - Araki 42' | Chi tiết |      |

#### Tranh hạng ba
Đội thắng sẽ giành quyền tham dự Thế vận hội Mùa hè 2024. Đội thua sẽ tham dự trận play-off AFC–CAF.
| Iraq                      | 2–1 (s.h.p.) | Indonesia    |
| ------------------------- | ------------ | ------------ |
| - Tahseen 27' - Jasim 96' | Chi tiết     | - Jenner 19' |

#### Chung kết
| Nhật Bản       | 1–0      | Uzbekistan |
| -------------- | -------- | ---------- |
| - Yamada 90+1' | Chi tiết |            |

## Thống kê

### Các giải thưởng
Các giải thưởng sau đây đã được trao sau khi giải đấu kết thúc:
| Vua phá lưới | Cầu thủ xuất sắc nhất | Thủ môn xuất sắc nhất | Giải phong cách |
| ------------ | --------------------- | --------------------- | --------------- |
| Ali Jasim    | Fujita Joeru Chima    | Abduvohid Nematov     | Uzbekistan      |

### Cầu thủ ghi bàn
Đã có 84 bàn thắng ghi được trong 32 trận đấu, trung bình 2.62 bàn thắng mỗi trận đấu.
4 bàn thắng
- Ali Jasim

3 bàn thắng
- Lee Young-jun
- Abdullah Radif
- Ayman Yahya
- Khusayin Norchaev

2 bàn thắng
- Komang Teguh
- Marselino Ferdinan
- Rafael Struick
- Fuki Yamada
- Hosoya Mao
- Kimura Seiji
- Salman Al-Awadhi
- Ahmed Al-Rawi
- Ahmed Al-Ghamdi
- Rustam Soirov
- Alisher Odilov
- Bùi Vĩ Hào

1 bàn thắng
- Lưu Chu Duẫn
- Tạ Văn Năng
- Ivar Jenner
- Witan Sulaeman
- Hassan Khaled Hameed
- Karrar Saad Mohsin Al-Kinani
- Muntadher Mohammed Maslookhi
- Mustafa Saadoun
- Zaid Tahseen
- Araki Ryotaro
- Kotaro Uchino
- Kuryu Matsuki
- Sota Kawasaki
- Aref Al-Haj
- Jeong Sang-bin
- Kim Min-woo
- Talal Al-Qaisi
- Haqimi Azim
- Abdulla Al-Yazidi
- Jassem Gaber
- Khalid Ali Sabah
- Mohamed Al-Mannai
- Haitham Asiri
- Rayane Hamidou
- Manuchekhr Safarov
- Mehron Madaminov
- Ruslan Khailoev
- Teerasak Poeiphimai
- Waris Choolthong
- Ahmed Fawzi
- Alibek Davronov
- Diyor Kholmatov
- Jasurbek Jaloliddinov
- Khojimat Erkinov
- Mukhammadkodir Khamraliev
- Ruslanbek Jiyanov
- Ulugbek Khoshimov
- Umarali Rakhmonaliev
- Khuất Văn Khang
- Nguyễn Văn Tùng
- Võ Hoàng Minh Khoa

1 bàn phản lưới nhà
- Justin Hubner (trong trận gặp Jordan)
- Komang Teguh (trong trận gặp Hàn Quốc)
- Pratama Arhan (trong trận gặp Uzbekistan)

## Bảng xếp hạng giải đấu
Bảng này xếp hạng các đội tuyển trong giải đấu. Ngoại trừ bốn vị trí đầu tiên, thứ tự các vị trí tiếp của với các đội bị loại ở cùng một giai đoạn của giải được xác định theo bộ nguyên tắc mới của AFC. 

Theo quy ước thống kê trong bóng đá, các trận đấu quyết định trong hiệp phụ được tính kết quả thắng thua, trong khi các trận đấu quyết định bằng loạt sút luân lưu được tính kết quả hòa.
| VT | Đội         | ST | T | H | B | BT | BB | HS  | Đ  | Kết quả chung cuộc    |
| -- | ----------- | -- | - | - | - | -- | -- | --- | -- | --------------------- |
| 1  | Nhật Bản    | 6  | 5 | 0 | 1 | 10 | 3  | +7  | 15 | Vô địch               |
| 2  | Uzbekistan  | 6  | 5 | 0 | 1 | 14 | 1  | +13 | 15 | Á quân                |
| 3  | Iraq        | 6  | 4 | 0 | 2 | 9  | 8  | +1  | 12 | Hạng ba               |
| 4  | Indonesia   | 6  | 2 | 1 | 3 | 8  | 9  | −1  | 7  | Hạng tư               |
|    |             |    |   |   |   |    |    |     |    |                       |
| 5  | Hàn Quốc    | 4  | 3 | 1 | 0 | 6  | 2  | +4  | 10 | Bị loại ở tứ kết      |
| 6  | Qatar (H)   | 4  | 2 | 1 | 1 | 6  | 5  | +1  | 7  | Bị loại ở tứ kết      |
| 7  | Ả Rập Xê Út | 4  | 2 | 0 | 2 | 10 | 6  | +4  | 6  | Bị loại ở tứ kết      |
| 8  | Việt Nam    | 4  | 2 | 0 | 2 | 5  | 5  | 0   | 6  | Bị loại ở tứ kết      |
|    |             |    |   |   |   |    |    |     |    |                       |
| 9  | Trung Quốc  | 3  | 1 | 0 | 2 | 2  | 4  | −2  | 3  | Xếp thứ 3 ở vòng bảng |
| 10 | Tajikistan  | 3  | 1 | 0 | 2 | 5  | 8  | −3  | 3  | Xếp thứ 3 ở vòng bảng |
| 11 | Kuwait      | 3  | 1 | 0 | 2 | 3  | 9  | −6  | 3  | Xếp thứ 3 ở vòng bảng |
| 12 | Úc          | 3  | 0 | 2 | 1 | 0  | 1  | −1  | 2  | Xếp thứ 3 ở vòng bảng |
|    |             |    |   |   |   |    |    |     |    |                       |
| 13 | Thái Lan    | 3  | 1 | 0 | 2 | 2  | 6  | −4  | 3  | Xếp thứ 4 ở vòng bảng |
| 14 | Jordan      | 3  | 0 | 1 | 2 | 2  | 6  | −4  | 1  | Xếp thứ 4 ở vòng bảng |
| 15 | UAE         | 3  | 0 | 0 | 3 | 1  | 5  | −4  | 0  | Xếp thứ 4 ở vòng bảng |
| 16 | Malaysia    | 3  | 0 | 0 | 3 | 1  | 6  | −5  | 0  | Xếp thứ 4 ở vòng bảng |

1. ↑  Các đội bị loại ở Tứ kết được xếp hạng từ 5-8 theo thứ tự sau: hiệu số bàn thắng thua ở trận tứ kết, số bàn thắng ghi được ở trận tứ kết và sau đó áp dụng như với các đội bị loại ở vòng bảng.[5]
2. ↑  Các đội xếp thứ 3 ở vòng bảng được xếp hạng từ 9-12 theo thứ tự sau: điểm số, hiệu số bàn thắng thua, số bàn thắng ghi được, điểm fair-play và bốc thăm.[5]
3. ↑  Các đội xếp thứ 4 ở vòng bảng được xếp hạng từ 13-16 theo thứ tự sau: điểm số, hiệu số bàn thắng thua, số bàn thắng ghi được, điểm fair-play và bốc thăm.[5]

## Các đội tuyển giành quyền tham dự Thế vận hội Mùa hè 2024
Dưới đây là ba đội tuyển đại diện châu Á tham dự môn bóng đá nam tại Thế vận hội Mùa hè 2024.
| Đội tuyển  | Ngày vượt qua vòng loại | Lần tham dự trước tại Thế vận hội Mùa hè1                             |
| ---------- | ----------------------- | --------------------------------------------------------------------- |
| Uzbekistan | 29 tháng 4 năm 2024     | 0 (Lần đầu)                                                           |
| Nhật Bản   | 29 tháng 4 năm 2024     | 11 (1936, 1956, 1964, 1968, 1996, 2000, 2004, 2008, 2012, 2016, 2020) |
| Iraq       | 2 tháng 5 năm 2024      | 5 (1980, 1984, 1988, 2004, 2016)                                      |

1 Chữ đậm là nhà vô địch năm đó. Chữ nghiêng là chủ nhà năm đó.

## Đối tác truyền thông
| Quốc gia    | Mạng phát sóng               |
| ----------- | ---------------------------- |
| Úc          | Paramount+                   |
| Indonesia   | MNC Media                    |
| Iraq        | 4th Sports                   |
| Nhật Bản    | DAZN, NHK, TV Asahi          |
| Hàn Quốc    | tvN Sports                   |
| Malaysia    | Astro                        |
| Ả Rập Xê Út | Saudi Sports Company, Shahid |
| Uzbekistan  | MTRK SportTV                 |
| Việt Nam    | VTV, FPT                     |